# Aleah Chapin
Aleah Chapin (ur. 11 marca 1986 w Seattle) – amerykańska malarka.
Malarstwem zajmowała się już od dzieciństwa. W 2009 ukończyła Cornish College of the Arts, a w 2012 – New York Academy of Art.
W 2012 otrzymała prestiżową nagrodę BP Portrait Award za akt Auntie.